# Saucerottia
Saucerottia (amazilia's) is een geslacht van vogels uit de familie kolibries (Trochilidae) en de geslachtengroep Trochilini (briljantkolibries). Na moleculair genetisch verwantschapsonderzoek tussen 2007 en 2020 zijn een aantal soorten van het geslacht Amazilia naar dit geslacht verplaatst: 
- Saucerottia beryllina  – Berylamazilia
- Saucerottia castaneiventris  – Bruinbuikamazilia
- Saucerottia cupreicauda – Koperstaartamazilia
- Saucerottia cyanifrons  – Blauwkapamazilia
- Saucerottia cyanocephala  – Hemelsblauwe amazilia
- Saucerottia cyanura  – Blauwstaartamazilia
- Saucerottia edward  – Edwards amazilia
- Saucerottia hoffmanni  – Costaricaanse blauwbuikamazilia
- Saucerottia saucerottei  – Blauwbuikamazilia
- Saucerottia tobaci  – Koperrugamazilia
- Saucerottia viridigaster  – Groenbuikamazilia